# День радио

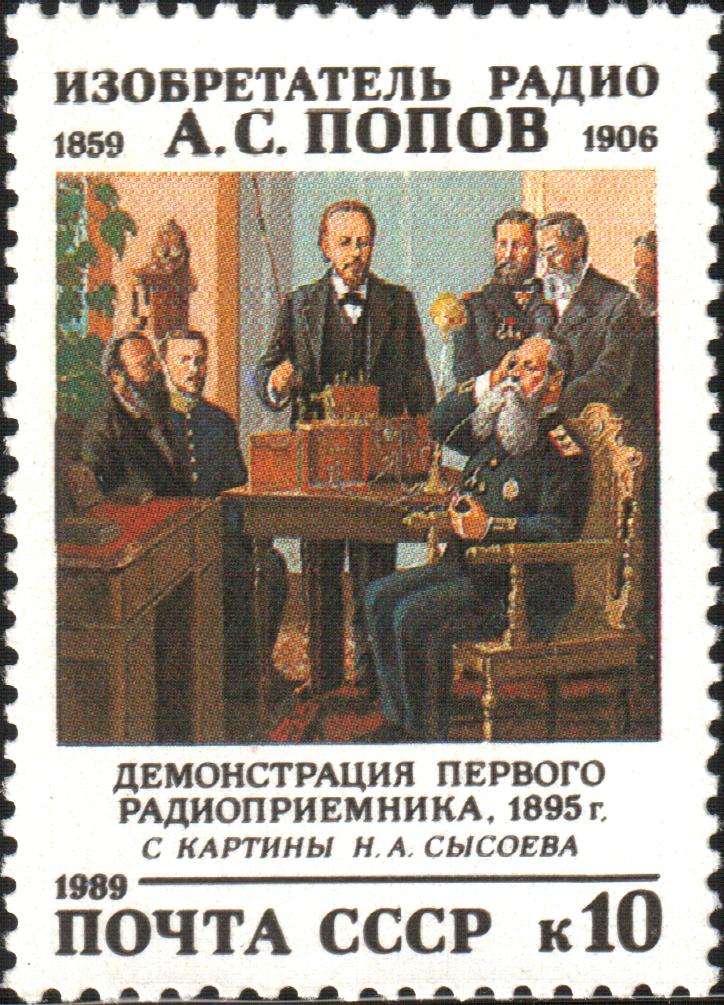
Почтовая марка СССР, 1989 год по картине Н. Сысоева

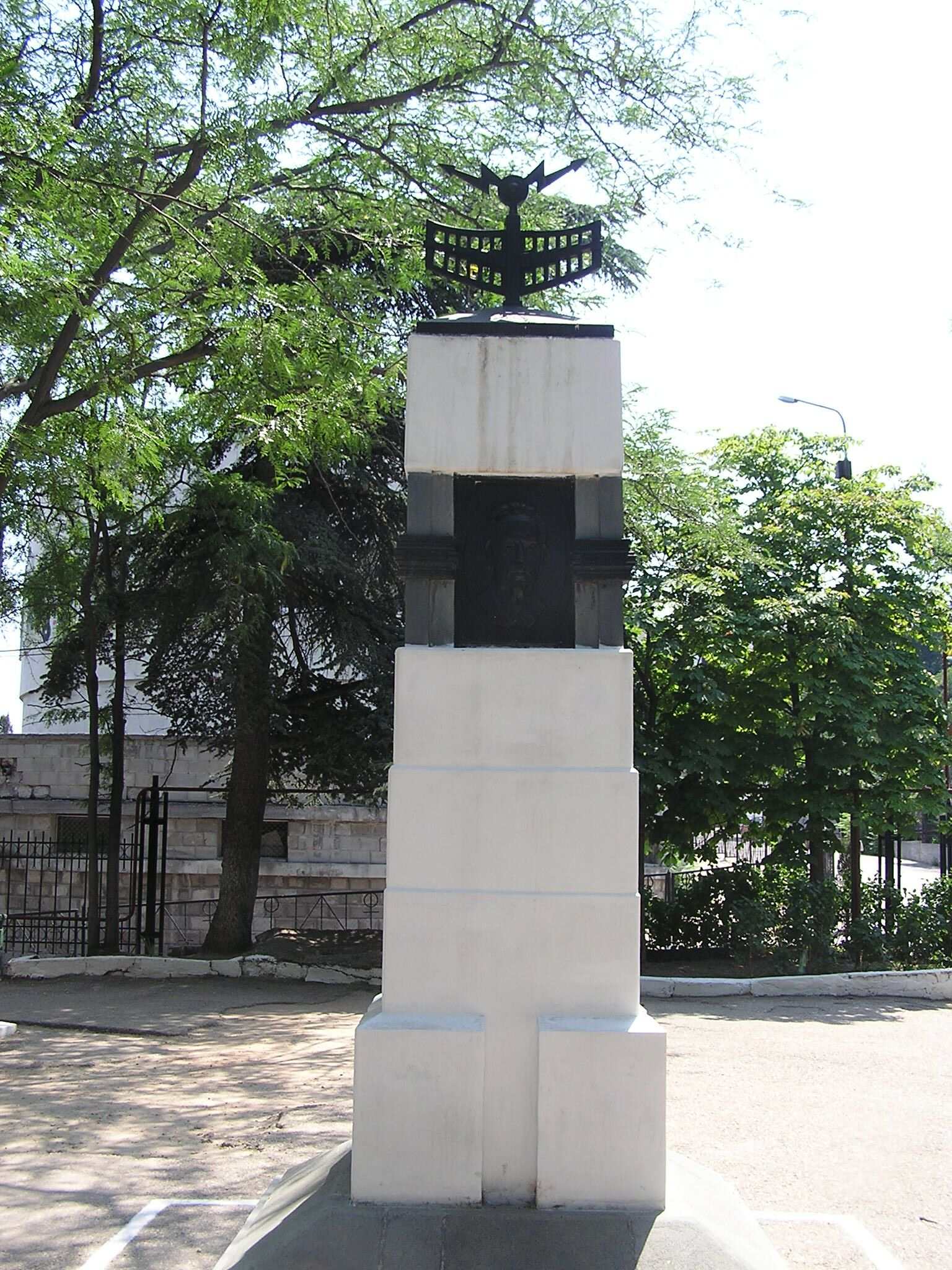
Памятник «В честь 100-летия изобретения радио А. С. Поповым» в Севастополе

День ра́дио — праздник (в СССР и России) работников всех отраслей связи (профессиональный праздник), отмечается 7 мая.

## История праздника
7 мая (25 апреля по старому стилю) 1895 года российский физик А. С. Попов на заседании Русского физико-химического общества продемонстрировал «прибор, предназначенный для показывания быстрых колебаний в атмосферном электричестве»:53—54. Прибор, созданный для лекционных целей, реагировал на производимый на некотором расстоянии электрический разряд электрофорной машины или индукционной катушки:55—60. Летом 1895 года прибор был приспособлен для регистрации электрических разрядов в атмосфере и впоследствии получил название грозоотметчик.
В 1925 году в СССР прошли торжественные мероприятия по случаю 30-летия изобретения радио. В публикациях отмечался приоритет Попова, но не забывались и другие изобретатели, в частности Маркони, сумевший «объединить вокруг себя громадные научные, технические и капиталистические силы». В апрельском номере журнала «Друг радио» за 1925 год профессор-радиотехник и историк радио А. А. Петровский высказал пророческие слова: «Пусть же день 7 мая превратится в настоящий праздник радистов!».
В 1935 году 40-летие изобретения радио отмечалось, как и 10 лет назад — Попов изобрёл, Маркони внедрил, многие приняли участие.
2 мая 1945 года Совнарком СССР издал постановление о праздновании 50-летия изобретения радио, в котором указывалось:
В ознаменование 50-летия со дня изобретения радио русским ученым А. С. Поповым, исполняющегося 7 мая 1945 г., Совет народных комиссаров Союза ССР постановляет:

(…)

4. Учитывая важнейшую роль радио в культурной и политической жизни населения и для обороны страны, в целях популяризации достижений отечественной науки и техники в области радио и поощрения радиолюбительства среди широких слоев населения, установить 7 мая ежегодный «День радио».
7 мая 1945 года в Москве в Государственном академическом Большом театре Союза ССР состоялось торжественное заседание. Юбилейные заседания прошли в Ленинграде, Кронштадте и многих других городах страны.
В октябре 1980 года, согласно указу Президиума Верховного Совета СССР, День радио официально стал называться как «День радио, праздник работников всех отраслей связи».
В настоящее время законодательством Российской Федерации подобный праздник не предусмотрен, но его продолжают отмечать работники радиовещания и все, кто имеет отношение к отрасли связи в целом.

## Празднование
День радио 7 мая ежегодно отмечают преподаватели, студенты и выпускники всех радиофизических факультетов России, а также радиолюбители. Особенно этот праздник ценится на радиофизическом факультете ННГУ имени Н. И. Лобачевского и ИРИТ-РТФ Уральского федерального университета. Современный информационный бум — результат труда многих поколений учёных, инженеров, техников — всех, кого судьба связала с отраслью связи. По этой причине День радио можно смело назвать профессиональным праздником работников телевидения, радиовещания, почтовиков, связистов, коротковолновиков-радиолюбителей. Всех, кто оперативно информирует нас о важнейших событиях, происходящих в стране, объединяет на радиоволнах человеческие дела, мысли и ду́ши.
В Таганрогском государственном радиотехническом университете в этот день в студенческом клубе проходит праздничный концерт, посвящённый Дню радио, а также вечер встреч выпускников студклуба. День радио всегда отмечался в ТРТИ и ТРТУ как профессиональный праздник ВУЗа.
Празднование Дня радио в Рязанском государственном радиотехническом университете ежегодно собирает у стен учебного заведения тысячи студентов и выпускников. Начинается праздник «крестным ходом» в ночь на 7 мая вокруг памятника А. С. Попову у здания университета. Празднующие поздравляют друг друга словами: «Попов воскрес!». В ответ на это принято отвечать: «Воистину Попов!». Практикуется дарить друзьям крашеные радиолампы (по аналогии с пасхальными яйцами), прикреплять на одежду радиодетали. С 2012 года администрация университета предпринимает меры по предотвращению ночной части празднования мероприятия.
Студенты, выпускники и преподаватели радиотехнического факультета УГТУ-УПИ в Екатеринбурге ежегодно в 22:00 по местному времени проводят шествие от здания факультета до памятника Попову, при этом местные власти вынуждены перекрывать движение основных магистралей, по которым движется празднующая колонна участников шествия.
В Томске традиция празднования Дня радио появилась вместе с открытием радиотехнического факультета и образованием Томского института радио и электронной техники — ТИРиЭТ,ТИАСУР (ныне ТУСУР), постепенно перерастая из профессионального праздника в одну из главных традиций университета. Ежегодно, начиная с 1989 года, 7 мая студенты устраивают праздничное шествие по улицам Томска. Первое праздничное шествие было организовано группой студентов при поддержке декана РТФ ТУСУР Г. С. Шарыгина и ректора ТИАСУР И. Н. Пустынского. С 2001 года праздник получил статус городского мероприятия, участие в котором принимают не только студенты и выпускники ТУСУРа, но и студенты других вузов Томска и гости из других городов. Также традицией стало, что в конце шествия из общежития ТУСУРа № 6 с девятого этажа студенты выбрасывают всю старую электронику: телевизоры, мониторы, клавиатуры и даже холодильники. Данный «жест щедрости» говорит о том, что прогресс не стоит на месте и каждый год студенты университета изобретают что-то новое, а старое и уже непригодное в использовании — разбивают на тысячи микросхем. В 2016 году был установлен рекорд Гиннеса по количеству сброшенной техники (более 500 единиц неисправной техники).
В Московском физико-техническом институте на факультете радиотехники и кибернетики ежегодно проходит конкурс радиотехнических конструкций.
Помимо бывших советских республик этот праздник отмечается в Болгарии (болг. Ден на радиото и телевизията).
7 мая 2009 года Google опубликовал дудл в виде радио.

## Другие праздники
День Радио не стоит путать с такими праздниками, как:
- Всемирный день радио — отмечается 13 февраля[15];
- Международный день телекоммуникаций — отмечается 17 мая;
- Всемирный день радиолюбителя — отмечается 18 апреля;
- День военного связиста — отмечается 20 октября.